# Rhizomyia ornata
Rhizomyia ornata är en tvåvingeart som beskrevs av Boris Mamaev 1967. Rhizomyia ornata ingår i släktet Rhizomyia och familjen gallmyggor. Inga underarter finns listade i Catalogue of Life.